# Kamienica przy ul. Rabiańskiej 15 w Toruniu
Kamienica przy ul. Rabiańskiej 15 w Toruniu – zabytkowa kamienica znajdująca się przy ul. Rabiańskiej 15, na Starym Mieście w Toruniu, zbudowana na przełomie XIX i XX wieku. Obecnie w budynku mieści się hotel Retman. Obiekt figuruje w gminnej ewidencji zabytków (nr 639).